# Svend Nielsen
Svend E. Nielsen (1937) is een Deens componist.
Hij is muzikaal geschoold op de Universiteit van Kopenhagen, waar hij tijdens zijn studie in aanraking kwam met muziek van Anton Webern, die een uiterst economische gebruik van noten en musici voorstond. Daarnaast kreeg hij ook opleiding aan de Koninklijke Academie voor Muziek in Kopenhagen, daar kreeg hij les van Vagn Holmboe, Per Nørgård en Finn Høffding. In aanvulling op die studies, studeerde hij ook architectuur en meteorologie. Pas in 1962 kwam de eerste compositie van zijn hand: Drie liederen op teksten van Gustaf Munch-Petersen.
Zijn muziek is enige tijd gebaseerd op de seriële muziek, maar al snel liet hij dat varen en kwam met een mengeling van romantiek, impressionisme en modernisme. Hij smeedde dat tot één, waardoor een eigen stijl ontstond. Het impressionisme voert de boventoon bij zijn muziek; geen zwaar opgezette en aanzwellende akkoorden maar ragfijne klanken, die wel een beetje doen denken aan de Franse klassieke muziek uit de tijd van Vincent d'Indy en Maurice Ravel.
Wat opvalt aan zijn composities is de vele toonzetting van gedichten uit de Deense literatuur.
Zijn oeuvre is niet zo groot; hij heeft meer dan 30 jaar muziektheorie onderwezen aan de Koninklijke Academie voor Muziek, afdeling Aarhus.

## Oeuvre (selectief)

### Orkestwerken
- Aria (1991)
- Aubade (1994)
- Blowing Winds (2002)
- Metamorfosen
- Nuages
- Vlindervallei (2003) (met koor)
- Symfonie nr. 2 Himmelbuer (1997)

### Werken voor soloinstrument en ensemble
- Akustisk Regnbue (2002), altsaxofoon en ensemble
- Ekbátana (2006)
- Sinfonia concertante voor cello en kamerorkest (1994)
- Svinedrengen (2003)

### Composities voor groot ensemble
- Carillons (1995) voor kamerorkest
- Nightfall (1989)
- Skyggebilleder (1995)
- The Colour Blue (1998)

### Kamermuziek
- Black velvet (1988)
- Luftkasteller (1993) (blaaskwintet)
- Rondo (1985)
- Strijkkwartet (1987)
- Drie Karakterstukken en een aria (1997)
- Vindbilleder (1990)

### Composities voor soloinstrument
- Fall voor piano solo (1987)
- Med lyset vandrer skyggen voor ogerl solo (1989)

### Vocale muziek
- Drie liederen (1962)
- Dreamsongs (1988)
- Opstigning mod Akseki (1979)
- På bunden af min drøm (1993)
- Ritorneller (1994)
- Vlindervallei (1998)
- Sonnetts of Time (1978)
- Så stille (1986).

## Trivia
Waar de E. in de naam voor staat is niet bekend. Het dient hier om onderscheid te maken met een andere Deense componist: Svend H. Nielsen.
- Bibliothèque nationale de France: cb16753679w (data)
- Gemeinsame Normdatei: 134473396
- International Standard Name Identifier: 0000 0001 1875 639X
- Library of Congress Control Number: n82166003
- MusicBrainz: cb0e3421-d01c-4785-b803-70e8b15266bb
- LIBRIS: 137449
- SNAC: w61p107j
- Virtual International Authority File: 46730175
- WorldCat: E39PBJjmRCHM6jTCxGxCc67bVC